# Вернер, Осни Аугусто
Осни Аугусто Вернер (порт.-браз. Osny Augusto Werner; 11 октября 1892, по другим данным в 1894 или 1898, Флорианополис — 4 ноября, по другим данным 10 ноября, по третьим 14 мая 1971, Рио-де-Жанейро) — бразильский футболист, защитник.

## Карьера
Осни родился в семье бывшего полковника, главного редактора республиканской газеты A Evolução и депутата штата Санта-Катарина Фаусто Вернера и Марии Бениньи Берлинг во Флорианополисе. В футбол он стал играть в возрасте 13 лет в клубе «Ипиранга». 9 июля 1911 года Осни дебютировал в составе команды в матче чемпионате штата Сан-Паулу «Американо», в котором его команда проиграла со счётом 2:7. 12 октября того же года футболист провёл свою вторую встречу за «Ипирангу» против «Сан-Паулу» (1:2). Годом позже защитник сыграл две встречи на чемпионате штата. В том же году он служил в 125 пехотном батальоне. В 1913 году Осни перешёл в клуб «Маккензи Коллеж». 15 августа он дебютировал в составе команды во встрече с «Паулистано» (0:5). Защитник играл за команду до 1915 года. Последний матч за клуб футболист сыграл 14 ноября с «Сан-Бенту» (2:0). Одновременно Вернер учился, получив образование геодезиста. Параллельно Осни учился на инженерном факультете, откуда ушёл после третьего курса.
В 1916 году Осни уехал в Рио-де-Жанейро, где стал работать в Министерстве Финансов. По приезде в новый штат он не закончил с футболом: игрок «Ботафого» Мими Содре пригласил его в команду. В клубе футболист дебютировал 14 мая во встрече с «Сан-Кристованом» (2:1). За команду Осни выступал четыре сезона, проведя 70 матчей и забив 5 голов. С 1918 года он являлся капитаном команды. 29 июня 1919 года Осни провёл последний матч за клуб против «Кариоки» (2:2), решив сосредоточиться на работе в таможне. При этом игрок не бросил команду, пригласив в клуб Луиса Паламоне, который заменил его в составе. В 1924 году «Ботафого», который пострадал из-за финансового кризиса, пригласил Осни в клуб. Тот ответил согласием, проведя в команде 10 игр.

## Международная статистика
| Матчи Осни за сборную Бразилии | Матчи Осни за сборную Бразилии | Матчи Осни за сборную Бразилии | Матчи Осни за сборную Бразилии | Матчи Осни за сборную Бразилии | Матчи Осни за сборную Бразилии | Матчи Осни за сборную Бразилии |
| ------------------------------ | ------------------------------ | ------------------------------ | ------------------------------ | ------------------------------ | ------------------------------ | ------------------------------ |
| №                              | Дата                           | Место проведения               | Оппонент                       | Счёт                           | Голы                           | Турнир                         |
| 1                              | 18 июля 1916                   | Монтевидео                     | Уругвай                        | 1:0                            | −                              | Товарищеский матч              |